# Хролинська сільська рада
Хро́линська сільська́ ра́да — адміністративно-територіальна одиниця та орган місцевого самоврядування в Шепетівському районі Хмельницької області. Адміністративний центр — село Хролин.

## Загальні відомості
Хролинська сільська рада утворена в 1937 році.
- Територія ради: 9,011 км²
- Населення ради: 2 490 осіб (станом на 2001 рік)

## Населені пункти
Сільській раді підпорядковані населені пункти:
- с. Хролин
- с. Велика Медведівка
- с. Купине
- с. Савичі
- с. Траулин

## Склад ради
Рада складається з 16 депутатів та голови.
- Голова ради: Ковальчук Галина Василівна
- Секретар ради: Чмир Лідія Михайлівна

### Керівний склад попередніх скликань
| Прізвище, ім'я, по батькові | Основні відомості                                                         | Дата обрання | Дата звільнення |
| --------------------------- | ------------------------------------------------------------------------- | ------------ | --------------- |
| Ковальчук Галина Василівна  | Сільський голова, 1966 року народження, освіта вища, позапартійна         | 26.03.2006   | 31.10.2010      |
| Ковальчук Галина Василівна  | Сільський голова, 1966 року народження, освіта вища, член Партії регіонів | 31.10.2010   |                 |

Примітка: таблиця складена за даними сайту Верховної Ради України

### Депутати
За результатами місцевих виборів 2010 року депутатами ради стали:

#### За суб'єктами висування
| Суб'єкт висування | Кількість обраних депутатів | %    |
| ----------------- | --------------------------- | ---- |
| Партія регіонів   | 7                           | 43,8 |
| Самовисування     | 7                           | 43,8 |
| Єдиний Центр      | 1                           | 6,3  |
| Народна партія    | 1                           | 6,3  |

#### За округами
| № округу        | Прізвище, ім'я, по батькові  | Дата визнання обраним | Освіта             | Партійна приналежність                        | Відомості про обраного депутата                                 |
| --------------- | ---------------------------- | --------------------- | ------------------ | --------------------------------------------- | --------------------------------------------------------------- |
| Єдиний Центр    |                              |                       |                    |                                               |                                                                 |
| 16              | Юзькова Євгена Василівна     | 05.11.2010            | вища               | позапартійна                                  | Савицький фельдшерсько-акушерський пункт, мол. медсестра        |
| Народна Партія  |                              |                       |                    |                                               |                                                                 |
| 8               | Дячук Віктор Миколайович     | 05.11.2010            | вища               | член Народної партії                          | Траулинська загальноосвітня школа І-ІІІ ст., майстер по ремонту |
| Партія регіонів |                              |                       |                    |                                               |                                                                 |
| 2               | Чмир Лідія Михайлівна        | 05.11.2010            | вища               | позапартійна                                  | Хролинська сільська рада, секретар                              |
| 5               | Поліщук Анатолій Якович      | 05.11.2010            | вища               | член Партії регіонів                          | Хролинська загальноосвітня школа І-ІІ ст., вчитель              |
| 6               | Артерчук Ніла Степанівна     | 05.11.2010            | вища               | позапартійна                                  | Траулинський клуб, завідувач                                    |
| 9               | Мельник Тамара Миколаївна    | 05.11.2010            | середня спеціальна | позапартійна                                  | Траулинська загальноосвітня школа І-ІІІ ст., техпрацівник       |
| 11              | Кузьомко Ірина Миколаївна    | 05.11.2010            | середня спеціальна | позапартійна                                  | В. Медведівська сільська бібліотека, завідувач                  |
| 12              | Шикерук Надія Михайлівна     | 05.11.2010            | середня спеціальна | позапартійна                                  | Хролинське поштове відділення, листоноша                        |
| 15              | Харченко Інна Іллівна        | 05.11.2010            | вища               | позапартійна                                  | тимчасово не працює                                             |
| Самовисування   |                              |                       |                    |                                               |                                                                 |
| 1               | Парфенюк Олена Миколаївна    | 05.11.2010            | вища               | член Всеукраїнського об'єднання «Батьківщина» | ЦПЗ № 3 м шепетівка, оператор компютерного набору               |
| 3               | Ліщинський Сергій Юрійович   | 05.11.2010            | вища               | позапартійний                                 | тимчасово не працює                                             |
| 4               | Мазурець Світлана Степанівна | 05.11.2010            | середня спеціальна | позапартійна                                  | СТОВ «Добробут», зав. фермою                                    |
| 7               | Демич Григорій Лук'янович    | 05.11.2010            | вища               | позапартійний                                 | СТОВ «Добробут», бригадир тракторної бригади                    |
| 10              | Фом'юк Анатолій Вікторович   | 05.11.2010            | вища               | позапартійний                                 | ПМК № 181, головний механік                                     |
| 13              | Мудра Ольга Іванівна         | 05.11.2010            | вища               | позапартійна                                  | В. Медведівська загальноосвітня школа І-ІІІ ст., вчитель        |
| 14              | Лось Оксана Миколаївна       | 05.11.2010            | вища               | позапартійна                                  | Шепетівське рай. упр. Агропромислового розвитку, бухгалтер      |